# Удаигве, Брайан
Брайан Удаигве (англ. Brian Udaigwe; род. 19 июля 1964, Тико, Камерун) — камерунский прелат и ватиканский дипломат. Титулярный архиепископ Суэлли с 22 февраля 2013. Апостольский нунций в Бенине с 8 апреля 2013 по 13 июня 2020. Апостольский нунций в Того с 16 июля 2013 по 13 июня 2020. Апостольский нунций в Шри-Ланке с 13 июня 2020 по 12 апреля 2025. Апостольский нунций в Эфиопии с 12 апреля 2025.